# Cała jesteś w skowronkach (album)
A Cała jesteś w skowronkach a Skaldowie együttes 1969-ben megjelent harmadik nagylemeze, melyet a Muza adott ki. Katalógusszámai: XL 0528 (mono), SXL 0528 (stereo). A kiadvány kinyitható borítós, a belső borítón a dalszövegek is megtalálhatóak.

## Az album dalai

### A oldal
1. Malowany dym 3:19
2. Króliczek 2:25
3. Cała jesteś w skowronkach 4:39
4. Medytacje wiejskiego listonosza 2:48
5. Żeby coś się stało z nami 2:30
6. Bas 2:44

### B oldal
1. Wieczór na dworcu w Kansas City 2:46
2. Z kopyta kulig rwie 3:16
3. Dwadzieścia minut po północy 6:21
4. Prześliczna wiolonczelistka 3:03
5. Jeszcze przed chwilą 4:01